# ARM9E
ARM9E – 32-bitowy mikroprocesor typu ARM, pierwszy procesor tej firmy zaprojektowany w architekturze harwardzkiej, a nie jak do tej pory w architekturze von Neumanna.  Używany między innymi w takich urządzeniach jak:
- Nintendo DS
- Nokia N-Gage
- Smartfony Nokia N-Series (z początku serii, na przykład Nokia N70)